# HMS Eridge (L68)
Pour les autres navires du même nom, voir HMS Eridge.
Le HMS Eridge  (pennant number L68) est un destroyer d'escorte de classe Hunt de type II construit pour la Royal Navy pendant la Seconde Guerre mondiale

## Construction
Le Eridge  est commandé le 4 septembre 1939 dans le cadre du programme d'urgence de la guerre de 1939 pour le chantier naval de Swan Hunter and Wigham Richardson Ltd. de Wallsend-on-Tyne en Angleterre sous le numéro J4129. La pose de la quille est effectuée le 21 novembre 1939, le Eridge  est lancé le 20 octobre 1940 et mis en service le 28 février 1941.
Il est parrainé par la communauté civile de Crowborough dans le East Sussex pendant la campagne nationale du Warship Week (semaine des navires de guerre) en mars 1942.
Les navires de classe Hunt sont censés répondre au besoin de la Royal Navy d'avoir un grand nombre de petits navires de type destroyer capables à la fois d'escorter des convois et d'opérer avec la flotte. Les Huntde type II se distinguent des navires précédents type I par une largeur (Maître-bau) accru afin d'améliorer la stabilité et de transporter l'armement initialement prévu pour ces navires.
Le Hunt type II mesure 80,54 m de longueur entre perpendiculaires et 85,34 m de longueur hors-tout. Le Maître-bau du navire mesure 9,60 m et le tirant d'eau est de 3,51 m. Le déplacement est de 1 070 t standard et de 1 510 t à pleine charge.
Deux chaudières Admiralty produisant de la vapeur à 2 100 kPa et à 327 °C alimentent des turbines à vapeur à engrenages simples Parsons qui entraînent deux arbres d'hélices, générant 19 000 chevaux (14 000 kW) à 380 tr/min. Cela donné une vitesse de 27 nœuds (50 km/h) au navire. 281 t de carburant sont transportés, ce qui donne un rayon d'action nominale de 2 560 milles marins (4 740 km) (bien qu'en service, son rayon d'action tombe à 1 550 milles marins (2 870 km)).
L'armement principal du navire est de six canons de 4 pouces QF Mk XVI (102 mm) à double usage (anti-navire et anti-aérien) sur trois supports doubles, avec un support avant et deux arrière. Un armement antiaérien rapproché supplémentaire est fourni par une monture avec des canons quadruple de 2 livres "pom-pom" MK.VII et deux canons Oerlikon de 20 mm Mk. III montés dans les ailes du pont. Les montures jumelles motorisées d'Oerlikon sont remplacées par des Oerlikons simples au cours de la guerre. Jusqu'à 110 charges de profondeur pouvaient être transportées, Le navire avait un effectif de 168 officiers et hommes,.

## Histoire

### Seconde guerre mondiale
L'équipage est formé au Home Fleet dans le cadre de la protection des convois des îles britanniques. En juin 1941, le navire est placé dans la 13e flottille de destroyers à Gibraltar. Après la protection des convois entre Gibraltar et Malte, l'Eridge part de Gibraltar pour être en Afrique après le canal de Suez du 4 août au 29 septembre 1941 en compagnie de la 5e flottille basée à Alexandrie.Le 20 mars 1942, la 5e flottille de destroyers dirigée avec l'Eridge et six autres destroyers de la classe Hunt dirige dans le cadre de la préparation d'un convoi de ravitaillement à destination de Malte une chasse des sous-marins allemands d'Alexandrie à Tobrouk ; lors de cette opération, le HMS Heythrop est coulé par l'U-652. Alors qu'il se trouve à 40 milles marins au nord-est de Bardia, l'Eridge récupère son équipage et le remorque vers Tobrouk, mais cette manœuvre échoue au bout de cinq heures, le Heythrop sombre.
Dans le même temps, la seconde bataille de Syrte éclate autour du convoi MW10 vers Malte. Tandis que les forces présentes s'en prennent aux attaquants italiens, la 5e flottille reprend la protection du convoi. L'un des navires du convoi, le Clan Campbell, coule au large de Malte ; malgré la tempête et les frappes aériennes, l'Eridge sauve les 112 hommes d'équipage. Les autres navires du convoi parviennent à La Valette mais sont trop abîmés pour pouvoir reprendre la mer et coulés. Parmi les navires protégeant le convoi, le Southwold coule au large de Malte après avoir touché une mine de défense britannique alors qu'il soutenait le Breconshire, un navire du convoi. L'Avon Vale subit des dommages aériens. Le croiseur HMS Carlisle, l'Eridge et trois destroyers de la flottille (Beaufort, Dulverton, Hurworth) partent de Malte le 25 mars et arrivent à Alexandrie le 27 mars.
Le 29 mai 1942, le HMS Eridge, le HMS Hero et le HMS Hurworth traquent pendant quinze heures le sous-marin allemand U-568 au large de Tobrouk. Le 11 juillet, l'Eridge, le Dulverton et le Hurworth rejoignent Marsa Matruh. Le navire est attaqué par un Schnellboot italien pendant le bombardement de la base d'El Daba en compagnie du Croome et du Hursley. À 5 heures du matin, le HMS Eridge est frappé par une torpille de 45 mm du bateau italien MTSM-228. Elle tue cinq membres d'équipage. Le destroyer Aldenham le remorque à la base d'Alexandrie. On constate alors qu'il ne peut plus servir à la guerre et sert pendant le reste de la guerre de barge et pour des pièces de rechange pour d'autres destroyers de la classe Hunt.

### Après-guerre
Le HMS Eridge est resté utilisé à des fins d'hébergement et de barge après la journée de la reddition du Japon, date de la fin de la Seconde guerre mondiale, jusqu'en 1946, lorsqu'il est inscrit sur la liste des démolitions. Il est vendu à Alexandrie à un démolisseur grec en octobre de la même année.

### Honneurs de bataille
- LIBYA 1941-42
- MALTA CONVOYS 1941-42
- SIRTE 1942
- MEDITERRANEAN 1942

### Commandements
- Lieutenant Commander (Lt.Cdr.) William Frank Niemann Gregory-Smith, (RN) du 14 novembre 1940 à mi-1942